# Seikō Itō
 (juillet 2025).
Si vous disposez d'ouvrages ou d'articles de référence ou si vous connaissez des sites web de qualité traitant du thème abordé ici, merci de compléter l'article en donnant les références utiles à sa vérifiabilité et en les liant à la section « Notes et références ».
Œuvres principales
Radio Imagination
Seikō Itō (伊藤 正幸, Itō Seikō, stylisé en いとう せいこう) né le 19 mars 1961, est un artiste japonais, romancier, auteur-compositeur, rappeur, acteur. 

## Biographie
Il est né à Kamakura. Son père, Ikuo Ito, était un ancien membre de la Chambre des conseillers et vice-président du Parti démocrate socialiste japonais.
Il fait ses études à la faculté de droit de l'université de Waseda. Il fait ses premiers pas d'artiste alors qu'il est encore à la fac. 
En 1984, après avoir obtenu son diplôme universitaire, a rejoint l'éditeur Kodansha. Il quitte l'entreprise en 1986 pour devenir MC. Il écrit alors son premier roman, ノーライフキング (No Life King) publié en 1988 qui est sélectionné pour le Prix Mishima et pour le Prix Noma des nouveaux auteurs.  
En 2013, son roman Radio Imagination (想像ラジオ, traduit en français) qui a pour thème le tremblement de terre de 2011 est sélectionné pour le Prix Mishima et le Prix Akutagawa, ainsi que le Prix Noma des nouveaux auteurs, et remporte ce dernier. L'année suivante, il est à nouveau sélectionné pour le Prix Akutagawa pour Hana ni hasamiuchi (鼻に挟み撃ち).
Il est actuellement professeur invité à l'Institut des sciences humaines de l'université Kindai.